# La Roche-en-Brenil
La Roche-en-Brenil é uma comuna francesa na região administrativa da Borgonha-Franco-Condado, no departamento de Côte-d'Or. Estende-se por uma área de 49,44 km². Em 2010 a comuna tinha 893 habitantes (densidade: 18,1 hab./km²).